# Spike Video Game Awards
Spike Video Game Awards (сокр. VGA, но называлась VGX в последний год своего существования) — ежегодная церемония награждения, которую организовывал канал Spike TV, для определения лучшей компьютерной видеоигры года. Особенностями VGA являлись живая музыка, выступления известных музыкантов, актёров кино и телевидения, показ трейлеров игр, выходящих в скором времени. Мероприятие проводилось в Лос-Анджелесе, Санта-Монике, Калвер-Сити и Лас-Вегасе. Впервые шоу состоялось 2 декабря 2003 года и проходило ежегодно с 2003 по 2013 год. В 2013 году шоу Spike Video Game Awards было переименовано в VGX (взамен старой аббревиатуры VGA) — его продюсеры хотели тем самым показать особое внимание, которое шоу уделяет играм и игровым платформам нового поколения. Единственная церемония VGX подверглась критике как чрезмерно коммерциализованная — скорее рекламное представление, чем вручение престижных наград; шоу покинул его ведущий Джефф Кили, и в конце 2014 года компания Spike TV объявила об окончательном закрытии проекта. Когда планы Spike TV в отношении продолжения VGA/VGX все ещё оставались неопределенными, Кейли объявил об учреждении новой церемонии The Game Awards, призванной прийти на смену Spike Video Game Awards.

## VGX

### 2013 Awards
| Награда                               | Победитель                                                                       | Номинанты |
| ------------------------------------- | -------------------------------------------------------------------------------- | --- |
| Игра года                             | Grand Theft Auto V                                                               | - BioShock: Infinite - Grand Theft Auto V - Super Mario 3D World - The Last of Us - Tomb Raider |
| Студия года                           | Naughty Dog                                                                      | - Irrational Games, BioShock: Infinite - Naughty Dog, The Last of Us - Rockstar North, Grand Theft Auto V - The Fullbright Company, Gone Home                                                                                              |
| Лучшая игра в жанре шутер             | BioShock: Infinite                                                               | - Battlefield 4 - BioShock: Infinite - Call of Duty: Ghosts - Metro: Last Light |
| Лучшая игра в жанре Action Adventure  | Assassin's Creed IV: Black Flag                                                  | - Assassin's Creed IV: Black Flag - Grand Theft Auto V - The Last of Us - Tomb Raider |
| Лучшая спортивная игра                | NBA 2K14                                                                         | - FIFA 14 - MLB 13: The Show - NBA 2K14 - NHL 14 |
| Лучшая независимая игра               | Gone Home                                                                        | - Gone Home - Kentucky Route Zero - Papers, Please - The Stanley Parable |
| Лучшая игра в жанре RPG               | Ni no Kuni: Wrath of the White Witch                                             | - Final Fantasy XIV: A Realm Reborn - Fire Emblem Awakening - Ni no Kuni: Wrath of the White Witch - Pokémon X/Y |
| Лучший файтинг                        | Injustice: Gods Among Us                                                         | - Divekick - Injustice: Gods Among Us - Killer Instinct - Tekken Revolution |
| Лучшая гоночная игра                  | Forza Motorsport 5                                                               | - F1 2013 - Grid 2 - Forza Motorsport 5 - Need for Speed: Rivals |
| Лучшее загружаемое дополнение         | Far Cry 3: Blood Dragon                                                          | - Borderlands 2: Tiny Tina’s Assault on Dragon Keep - Dishonored: The Knife of Dunwall - Far Cry 3: Blood Dragon - Mass Effect 3: Citadel                                                                                                  |
| Лучшая игра для Xbox                  | Brothers: A Tale of Two Sons                                                     | - BioShock: Infinite - Brothers: A Tale of Two Sons - Grand Theft Auto V - Tomb Raider |
| Лучшая игра для PlayStation           | The Last of Us                                                                   | - Grand Theft Auto V - Rayman Legends - The Last of Us - Tomb Raider |
| Лучшая игра для Nintendo              | Super Mario 3D World                                                             | - Pikmin 3 - Rayman Legends - Super Mario 3D World - The Wonderful 101 |
| Лучшая игра для ПК                    | Gone Home                                                                        | - Battlefield 4 - Gone Home - Papers, Please - The Stanley Parable |
| Лучшая портативная игра               | The Legend of Zelda: A Link Between Worlds                                       | - Animal Crossing: New Leaf - Pokémon X/Y - Tearaway - The Legend of Zelda: A Link Between Worlds |
| Лучшая казуальная игра                | Animal Crossing: New Leaf                                                        | - Animal Crossing: New Leaf - Disney Infinity - Plants vs. Zombies 2: It's About Time - Skylanders: Swap Force |
| Лучшее озвучивание мужского персонажа | Трой Бейкер как Джоэл, The Last of Us                                            | - Трой Бейкер как Джоэл, The Last of Us - Трой Бейкер как Букер Девитт, BioShock: Infinite - Стивен Огг как Тревор Филлипс, Grand Theft Auto V - Уиллем Дефо как Нейтан Докинз, Beyond: Two Souls                                          |
| Лучшее озвучивание женского персонажа | Эшли Джонсон как Элли, The Last of Us                                            | - Эшли Джонсон как Элли, The Last of Us - Кортни Дрейпер как Элизабет, BioShock: Infinite - Камилла Ладдингтон как Лара Крофт, Tomb Raider - Эллен Пейдж как Джоди Холмс, Beyond: Two Souls                                                |
| Лучший саундтрек                      | Grand Theft Auto V                                                               | - BioShock: Infinite - Grand Theft Auto V - Ni no Kuni: Wrath of the White Witch - The Last of Us |
| Лучшая песня к игре                   | «Will the Circle Be Unbroken?», Кортни Дрейпер и Трой Бейкер, BioShock: Infinite | - «A.D.H.D.», Кендрик Ламар, Grand Theft Auto V - «Sleepwalking», The Chain Gang of 1974, Grand Theft Auto V - «Survival», Эминем, Call of Duty: Ghosts - «Will the Circle Be Unbroken?», Кортни Дрейпер и Трой Бейкер, BioShock: Infinite |
| Самая ожидаемая игра                  | Titanfall                                                                        | - South Park: The Stick of Truth - Destiny - Watch Dogs - Titanfall - Ведьмак 3: Дикая охота |

## Spike Video Game Awards

### 2012 Awards
VGA 2012 (другое название VGA 10) состоялась 7 декабря 2012 года в Калвер-Сити внутри Sony Pictures Studios. В качестве ведущего в четвёртый раз за историю шоу был выбран Сэмюэл Л. Джексон. Для шоу это был последний год под названием «Spike Video Game Awards». Также на выставке была представлена новая награда «Entertainment Weekly и Spike VGA Лучшая Игра Десятилетия». Впервые трансляция велась через сервис Xbox Live. Пользователи могли просматривать шоу тогда, когда оно вышло в эфир. Результаты опроса были представлены в режиме реального времени на экране для аудитории Xbox Live, а пользователи с устройствами Xbox SmartGlass получили уникальную возможность видеть второй экран, который обновляется в режиме реального времени одновременно с событиями шоу. В дополнение к этому, Spike TV и журнал Entertainment Weekly представили совместную награду для игры десятилетия. На шоу были показаны некоторые эксклюзивные мировые премьеры, среди них были The Last of Us от Naughty Dog, Gears of War: Judgment от Epic Games, South Park: The Stick of Truth от Obsidian Entertainment, Castlevania: Lords of Shadow 2 от Konami, BioShock Infinite от Irrational Games, Tomb Raider от Crystal Dynamics, Assassin’s Creed III: The Tyranny of King Washington от Ubisoft и Halo 4: Spartan Ops от 343 Industries. Две новые игры были анонсированы на шоу: Dark Souls II от японской студии From Software и The Phantom Pain (которая позже оказалась Metal Gear Solid V: The Phantom Pain). На шоу присутствовали все прошлые ведущие за исключением Дэвида Спейда. Шоу сопровождалось музыкальными композициями Linkin Park, Tenacious D, Густаво Сантаолальи и Вольфганга Гартнера.

### 2011 Awards
Церемония VGA 2011 состоялась 10 декабря 2011 года в городе Калвер-Сити в помещениях Sony Pictures Studios. В качестве ведущего был выбран Закари Ливай. По ходу шоу состоялись мировые премьеры Tom Clancy’s Rainbow 6: Patriots, Transformers: Fall of Cybertron, BioShock Infinite, Alan Wake's American Nightmare, Metal Gear Rising: Revengeance, Tony Hawk's Pro Skater HD, The Amazing Spider-Man, эксклюзивной для PlayStation игры The Last of Us от студии Naughty Dog, Command & Conquer: Generals 2 от BioWare Victory и Fortnite от Epic Games. Помимо этого были показаны новые трейлеры игр Hitman: Absolution и Mass Effect 3, а также анонс Tekken Tag Tournament 2 на пре-шоу. Марк Бёрнетт был исполнительным продюсером VGA 2011, впервые за всю историю этого шоу помимо Spike TV велась прямая трансляция на каналах MTV2, Spike.com и Ginx TV. Победители, также как и премьерные трейлеры, объявлялись в ходе пре-шоу с красной ковровой дорожкой от GTTV, которое вели Аманда МакКей и Дэниел Кайзер. VGA 2011 также наградила игровую серию The Legend of Zelda, включив её в свой Зал славы компьютерных игр. Также в ходе шоу состоялось онлайн-голосование с выбором спортсмена для обложки игры NFL: Blitz от EA Sports. Из знаменитостей на шоу появились Чарли Шин, Бруклин Деккер, Сет Грин, Фелиция Дэй, LL Cool J, Джейсон Биггс, Шонн Уильям Скотт, Тони Хоук, will.i.am, Халк Хоган, Стэйси Киблер, звёзды Bellator MMA Эдди Альварес и Майкл Чендлер, Блейк Андерсон, Адам Дивайн, Андерс Холм, а также разработчики игр Клифф Блежински из Epic Games и Хидэо Кодзима из Konami. Музыкальное сопровождение было исполнено The Black Keys и deadmau5.

### 2010 Awards
VGA 2010 года прошло в субботу 11 декабря в Лос-Анджелесе в выставочном комплексе L.A. Convention Center, на этот раз ведущим стал актёр Нил Патрик Харрис. В отличие от прошлых лет, награды не присуждались по ходу шоу. На шоу случился ряд анонсов, среди которых была и новая игра Mass Effect 3 от BioWare, также Prototype 2, Insane от известного режиссёра Гильермо дель Торо, The Elder Scrolls V: Skyrim, появление Кратоса в новой Mortal Kombat, Resistance 3, Portal 2, SSX: Deadly Descents, Forza Motorsport 4. Batman: Arkham City была представлена очередным CGI трейлером, также по ходу шоу была показана Uncharted 3: Drake's Deception. На VGA 2010 присутствовали знаменитости, среди которых были Анна-Линн Маккорд, Крис Хемсворт, который должен был сыграть роль Тора в предстоящем фильме и игре, Дейн Кук, Оливия Манн, Доминик Монаган, Майкл Чиклис, Гильермо дель Торо, звезда Halo: Reach Нейтан Филлион, Ник Свардсон, Тони Хоук, а также актёрский состав сериала В Филадельфии всегда солнечно — Дэнни Де Вито, Чарли Дэй, Гленн Хоуэртон, Кэйтлин Олсон и Роб Макэлхенни. Музыкальное сопровождение было представлено выступлениями Дианы Юкавы, My Chemical Romance и Хосе Гонсалесом.

### 2009 Awards
Церемония награждения VGA 2009 прошла 12 декабря в сооружении Nokia Event Deck в Лос-Анджелесе, и это было первое шоу в истории VGA, у которого не было ведущего. Событие началось с анонса сиквела игры Batman: Arkham Asylum. Также были эксклюзивные показы таких игр как Prince of Persia: The Forgotten Sands, UFC 2010 Undisputed, Halo: Reach, Tron: Evolution, Medal of Honor, Crackdown 2, Bonanza, Spec Ops: The Line, Rock Band 3, Deadliest Warrior: The Game и True Crime. Сэмюэл Л. Джексон провёл предпоказ Star Wars: The Force Unleashed II, новейшей игры от LucasArts. В дополнение к этому ещё был показан анонсирующий трейлер игры Green Day: Rock Band. На шоу присутствовали такие знаменитости как Стиви Уандер, актёрский состав реалити-шоу Пляж от MTV, группа Green Day и Джек Блэк. Музыкальные сопровождение включало выступления Snoop Dogg и The Bravery.

### 2008 Awards
VGA 2008 года состоялось 14 декабря внутри Sony Pictures Studios в Калвер-Сити. Ведущим шоу в этот раз стал актёр и музыкант Джек Блэк, были показаны трейлеры Brütal Legend, Dante's Inferno, Fight Night Round 4, Gears of War 2 (трейлер набора карт «Combustion»), God of War III, Grand Theft Auto IV: The Lost and Damned, Mafia II, трейлер альбома Ten группы Pearl Jam для Rock Band, Terminator Salvation, Uncharted 2: Among Thieves и Watchmen: The End Is Nigh. Музыкальное сопровождение состояло из выступлений 50 Cent, The All-American Rejects, Weezer и LL Cool J.

### 2007 Awards
VGA 2007 прошло 9 декабря, ведущим шоу в третий раз подряд стал Сэмюэл Л. Джексон. Победители стали известны ещё до начала шоу, которое состоялось на арене Mandalay Bay Events Center в Лас-Вегасе. На шоу выступали группа Foo Fighters и Кид Рок, помимо этого там состоялись мировые премьеры таких игр как Borderlands, Gran Turismo 5 Prologue, Tom Clancy's Rainbow Six: Vegas 2 и TNA Impact!.

### 2006 Awards
VGA 2006 года вышла в эфир 13 декабря, она прошла на спортивной арене Galen Center в Лос-Анджелесе, а её ведущим второй год подряд стал Сэмюэл Л. Джексон. Во время шоу произошла мировая премьера долгожданного дополнения World of Warcraft: The Burning Crusade от Blizzard Entertainment. Музыкальное оформление шоу состояло из композиций дуэта Tenacious D и группы AFI, на шоу также появились такие знаменитости как 50 Cent, Ева Мендес, Сара Сильверман, Сет Грин, Маси Ока, Хейден Панеттьер, Брэндон Рут, Рэйчел Ли Кук, Тони Хоук, Майкл Ирвин, Method Man, Мария Менунос, Тайриз Гибсон, Xzibit, Джеймс Гандольфини, Курт Энгл, а также многие другие. Помимо этого шоу сопровождали комментарии Сета Макфарлейна, который говорил голосами Стьюи Гриффина и Тома Такера из сериала Гриффины.

### 2005 Awards
В 2005 году VGA проходила 10 декабря в концертном зале Gibson Amphitheatre, который находится в Лос-Анджелесе. Это было первое VGA, ведущим которого стал актёр Сэмюэл Л. Джексон, шоу включало в себя премьеры таких игр как 24: The Game от 2K Games, Spy Hunter: Nowhere to Run от Midway Games, Star Wars: Empire at War от LucasArts, Scarface: The World Is Yours, а также шуточное выступление от Namco посвящённое 25-летию Pac-Man. Музыкальные номера были исполнены 50 Cent, Def Leppard и Мисси Эллиотт, также на шоу появились такие звёзды как Шарлиз Терон, Кифер Сазерленд, Джек Блэк, группа Red Hot Chili Peppers, Дуэйн Джонсон, Вин Дизель, Карсон Дэйли, Дональд Фэйсон, Джейми Прессли, Джози Маран, Snoop Dogg, Xzibit, Кармен Электра, Наташа Бедингфилд, Дейн Кук и многие другие.

### 2004 Awards
В 2004 году VGA проходила в городе Санта-Моника, штат Калифорния, 14 декабря внутри сооружения The Barker Hangar, а ведущим шоу выступил рэпер Snoop Dogg. На шоу были эксклюзивно показаны геймплейные трейлеры таких игр как Fear & Respect от Midway Games, The Godfather: The Game от Electronic Arts, портативной Need for Speed: Underground Rivals для PlayStation Portable. Музыкальное сопровождение делалось силами Sum 41, Ludacris, а также включало специальное выступление Snoop Dogg и оставшихся членов группы The Doors с песней «Riders of the Storm». Помимо этого шоу включало в себя выступления Snoop Dogg и Фаррелла Уильямса, Mötley Crüe, Баста Раймса, Method Man, Redman и связанное с Def Jam: Fight for NY представление. На шоу присутствовали такие знаменитости как Брук Берк, Сэмюэл Л. Джексон, Вин Дизель, группа Green Day, Джованни Рибизи, Габриэль Юнион, Тара Рид, группа Papa Roach, Тони Хоук, Джон Синглтон, Дэнни Мастерсон, Фрэнки Муниз, Бай Лин, Рон Перлман, Бэм Марджера, Фредди Аду, Fabolous, Бобби Кросби, Бэрри Зито, Мишель Родригес, а также многие другие.

### 2003 Awards
Spike Video Game Awards 2003 года было первым шоу-награждением в индустрии компьютерных игр проведённым при поддержке Spike TV. Мероприятие проходило в сооружении MGM Grand Garden Arena в городе Лас-Вегас 2 декабря 2003 года, а 4 декабря оно вышло в эфир. Ведущим этого шоу был актёр Дэвид Спейд, в качестве гостей там также присутствовали такие знаменитости как Lil’ Kim, Джейми Прессли, DMX, группа P.O.D., Орландо Джонс и Седрик «Развлекатель». Событие включало в себя командный матч реслинга под эгидой WWE с участием таких звёзд как Рей Мистерио, Крис Джерико, Триш Стратус и Виктории.